# Fiakerlied

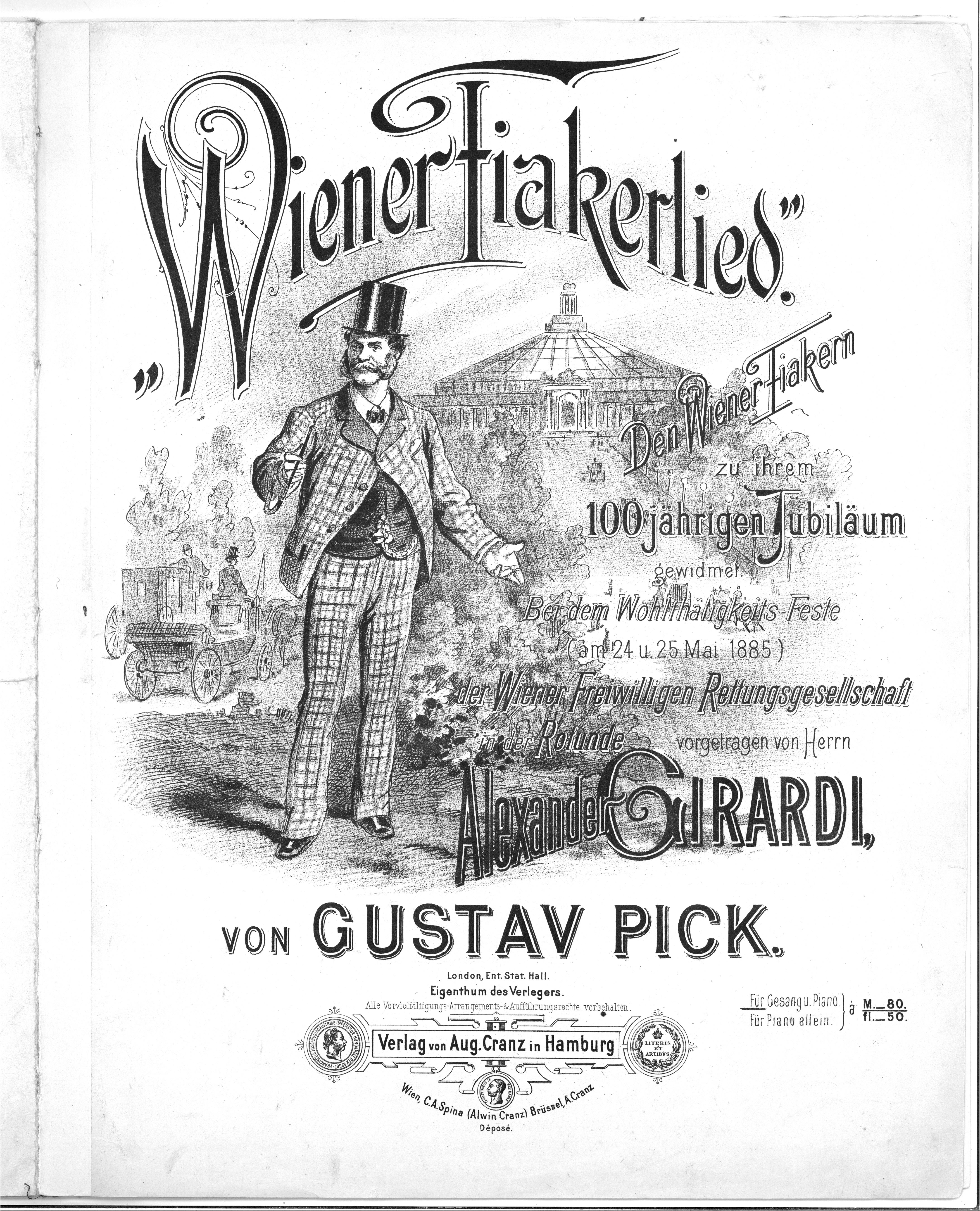
Titelseite des Notenblattes

Das Fiakerlied von 1885 ist eines der berühmtesten Wienerlieder. Text und Musik stammen von Gustav Pick (1832–1921), der es für eine Wohltätigkeitsveranstaltung der Fürstin Pauline von Metternich am 24./25. Mai 1885 anlässlich des hundertjährigen Bestehens der Fiakerzunft schuf. Der Schauspieler Alexander Girardi gab es als Höhepunkt dieses Praterfestes in der Rotunde zum Besten. Das Originalmanuskript befindet sich seit dem Ankauf in den 1930er Jahren im Eigentum der Wiener Taxiinnung.

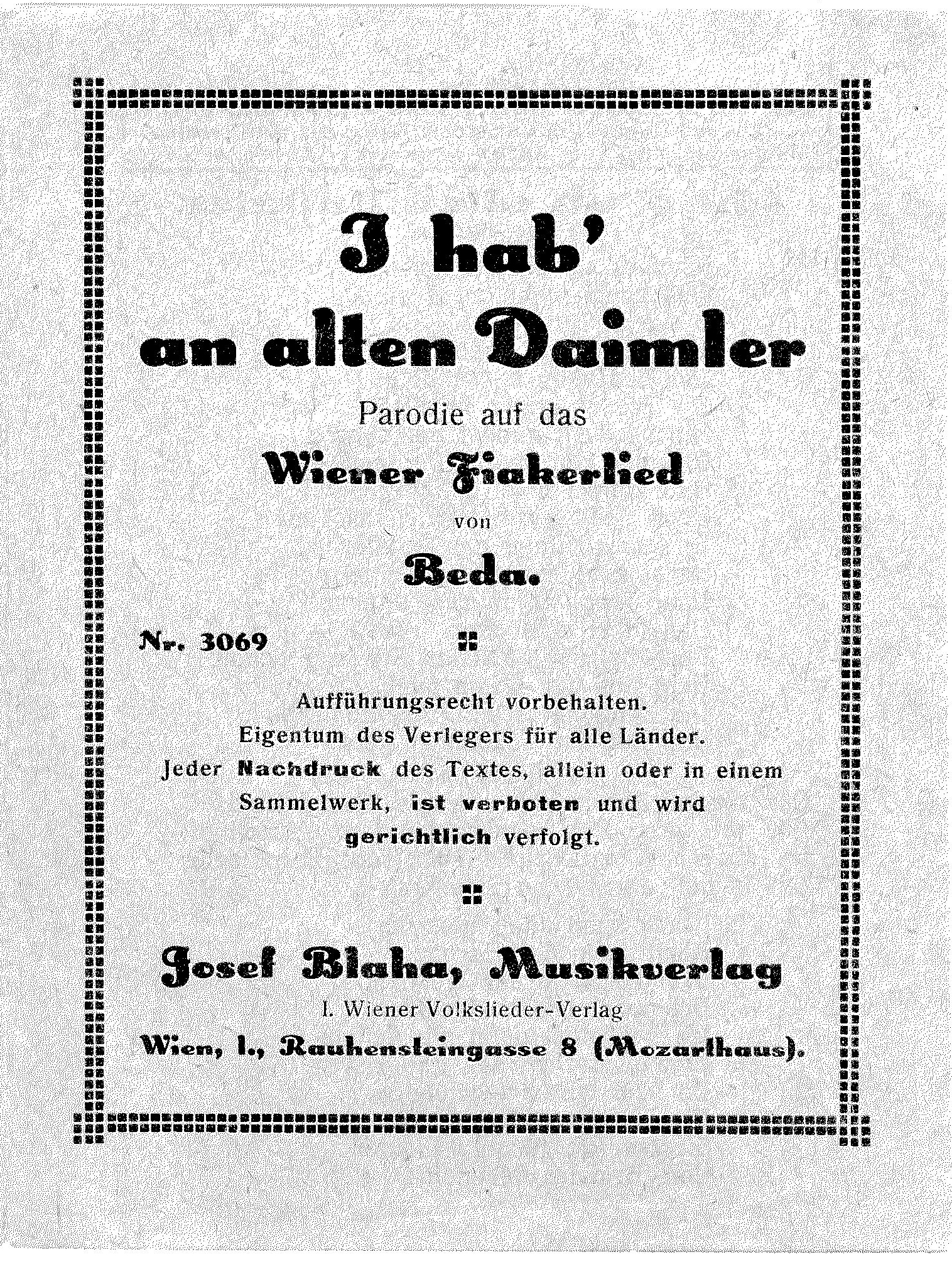
Die Parodie von Beda

Das Fiakerlied fand aufgrund seiner Beliebtheit prominente Interpreten (u. a. Paul Hörbiger) und wurde auch gerne parodiert. So schrieb „Beda“ (Fritz Löhner) in der Zwischenkriegszeit eine moderne Textversion für Taxifahrer und mit erotischen Anklängen („I hab’ an alten Daimler …“). Eine „Nordgermanische Fassung“ („Ick führ’ zwo kollossale Rappen“) verfassten Gerhard Bronner und Peter Wehle. Beide lieferten auch noch eine „Moderne Fassung“, die so beginnt: „I hab’ vier harbe Düsen, bin in der Luft daham“. In der Zeit des Nationalsozialismus war das Fiakerlied wegen der jüdischen Herkunft des Komponisten verboten.

## Liedtext nach der gedruckten Notenfassung (erste Strophe)
I führ’ zwa harbe Rappen,

Mein Zeug dös steht am Grab’n,

A so wie dö zwa trappen,

Wer’ns net viel g’sehen hab’n,

A Peitschen, a des gibt’s net,

Ui jessas nur net schlag’n,

Das allermeiste wär tsch’, tsch’,

Sonst z’reissens glei’in Wag’n.

Vom Stamm zum Lusthaus fahr’ i’s in zwölf Minuten hin;

Mir springt kans drein net in Galopp,

Da geht’s nur allweil trapp, trapp, trapp;

Wann’s nachher so recht schießen, da spür’ i’s in mir drin,

Dass i die rechte Pratzen hab, dass i Fiaker bin.

A Kutscher kann a jeder wer’n,

Aber fahren kinnans nur in Wean.

Refrain:

Mei’ Stolz is, i’ bin halt an echt’s Weanakind,

A Fiaker, wie man net alle Tag’ find’t,

Mein Bluat ist so lüftig und leicht wie der Wind,

I’ bin halt an echt’s Weanerkind.